# ダヴィッド・ディ・ドナテッロ新人監督賞
ダヴィッド・ディ・ドナテッロ新人監督賞（David di Donatello per il miglior regista esordiente）はダヴィッド・ディ・ドナテッロ賞の部門の一つ。1982年に設置された。

## 受賞者・候補者一覧
太字が受賞者。

### 1980年代
- 1982年
  - ルチャーノ・マヌッツィ（『Fuori stagione』）
  - アレッサンドロ・ベンヴェヌーティ（『Ad ovest di Paperino』）
  - エンツォ・デカーロ（『Prima che sia troppo presto』）
- 1983年
  - フランチェスコ・ラウダディオ（『Grog』）
  - マルコ・リージ（『Vado a vivere da solo』）
  - チンツィア・T・H・トッリーニ（『Giocare d'azzardo』）
  - ロベルト・ベニーニ（『Tu mi turbi』）
- 1984年
  - ロベルト・ルッソ（『Flirt』）
  - ジャコモ・バッティアート（『ハーツ・アンド・アーマー』）
  - フランチェスコ・マルチャーノ、ステファニア・カッシーニ（『Lontano da dove』）
- 1985年
  - ルチャーノ・デ・クレシェンツォ（『Così parlò Bellavista』）
  - フランチェスカ・コメンチーニ（『Pianoforte』）
  - フランチェスコ・ヌーティ（『Casablanca, Casablanca』）
- 1986年
  - エンリコ・モンテサーノ（『A me mi piace』）
  - アマンツィオ・トディーニ（『I soliti ignoti vent'anni dopo』）
  - ヴァレリオ・ゼッカ（『Chi mi aiuta?』）
- 1987年
  - ジョルジョ・トレヴェス（『La coda del diavolo』）
  - アントニエッタ・レ・リッロ、ジョルジョ・マリューロ（『Una casa in bilico』）
  - ジュゼッペ・トルナトーレ（『教授と呼ばれた男』）
- 1988年
  - ダニエーレ・ルケッティ（『イタリア不思議旅』）
  - カルロ・マッツァクラーティ（『Notte italiana』）
  - ステファノ・レアーリ（『Laggiù nella giungla』）
- 1989年
  - フランチェスカ・アルキブージ（『ミニョンにハートブレイク』）
  - マッシモ・グリエルミ（『Rebus』）
  - セルジオ・スタイーノ（『Cavalli si nasce』）

### 1990年代
- 1990年
  - リッキー・トニャッツィ（『Piccoli equivoci』）
  - ジャコモ・カンピオッティ（『春のかけ足』）
  - ジャンフランコ・カビッドゥ（『Disamistade』）
  - リヴィア・ジャンパルモ（『Evelina e i suoi figli』）
  - モニカ・ヴィッティ（『Scandalo segreto』）
- 1991年
  - アレッサンドロ・ダラトリ（『アメリカから来た男』）
  - セルジオ・ルビーニ（『殺意のサン・マルコ駅』）
  - アントニオ・モンダ（『Dicembre』）
  - クリスティアン・デ・シーカ（『Faccione』）
  - ミケーレ・プラチド（『Pummarò』）
- 1992年
  - マウリツィオ・ザッカロ（『Dove comincia la notte』）
  - マッシモ・スカリョーネ（『Angeli a Sud』）
  - ジュリオ・バーゼ（『Crack』）
- 1993年
  - マリオ・マルトーネ（『Morte di un matematico napoletano』）
  - パスクァーレ・ポッツェッセレ（『Verso sud』）
  - カルロ・カルレイ（『フライト・オブ・ジ・イノセント』）
- 1994年
  - シモーナ・イッツォ（『Maniaci sentimentali』）
  - フランチェスコ・ラニエーリ・マルティノッティ（『Abissinia』）
  - レオーネ・ポンプッチ（『Mille bolle blu』）
- 1995年
  - パオロ・ヴィルズィ（『La bella vita』）
  - サンドロ・バルドーニ（『Strane storie』）
  - アルベルト・シモーネ（『Colpo di luna』）
- 1996年
  - ステファノ・インチェルティ（『Il verificatore』）
  - ミンモ・カロプレスティ（『La seconda volta』）
  - レオナルド・ピエラッチョーニ（『I laureati』）
- 1997年
  - フルヴィオ・オッタヴィアーノ（『Cresceranno i carciofi a Mimongo』）
  - フランコ・ベルニーニ（『Le mani forti』）
  - ウーゴ・キーティ（『Albergo Roma』）
  - ロベルト・チンパネッリ（『Un inverno freddo freddo』）
  - アンナ・ディ・フランチスカ（『La bruttina stagionata』）
- 1998年
  - ロベルタ・トッレ（『死ぬほどターノ』）
  - リッカルド・ミラーニ（『Auguri professore』）
  - アルド、ジョバンニ＆ジャコモ、マッシモ・ヴェニエ（『Tre uomini e una gamba』）

- 1999年
  - ルチャーノ・リガブエ（『ラジオフレッチャ』）
  - ジュゼッペ・M・ガウディーノ（『Giro di lune tra terra e mare』）
  - ガブリエーレ・ムッチーノ（『Ecco fatto』）

### 2000年代
- 2000年
  - アレッサンドロ・ピーヴァ（『LaCapaGira』）
  - アンドレア＆アントニオ・フラッツィ（『Il cielo cade』）
  - ピエルジョルジョ・ゲイ＆ロベルト・サン・ピエトロ（『Tre storie』）
- 2001年
  - アレックス・インファシェッリ（『オールモスト・ブルー』）
  - ロベルト・アンドー（『Il manoscritto del Principe』）
  - ローランド・ステファネッリ（『Il prezzo』）
- 2002年
  - マルコ・ポンティ（『サンタ・マラドーナ』）
  - ヴィンチェンツォ・マッラ（『Tornando a casa』）
  - パオロ・ソレンティーノ（『もうひとりの男』）
- 2003年
  - ダニエーレ・ヴィカーリ（『V-マックス』）
  - フランチェスコ・ファラスキ（『Emma sono io』）
  - ミケーレ・メッラーラ、アレッサンドロ・ロッシ（『Fortezza Bastiani』）
  - マルコ・シモン・プッチョーニ（『Quello che cerchi』）
  - スピーロ・シモーネ、フランチェスコ・スフラメリ（『Due amici』）
- 2004年
  - サルヴァトーレ・メレウ（『スリー・ステップ・ダンス』）
  - アンドレア・マンニ（『Il fuggiasco』）
  - フランチェスコ・パティエルノ（『Pater familias』）
  - ピエロ・サンナ（『La destinazione』）
  - マリア・ソーレ・トニャッツィ（『Passato prossimo』）
- 2005年
  - サヴェリオ・コスタンツォ（『Private』）
  - パオロ・フランキ（『La spettatrice』）
  - ダヴィッド・グリエコ（『Evilenko』）
  - ステファノ・モルディーニ（『Provincia meccanica』）
  - パオロ・ヴァーリ、アントニオ・ボコラ（『Fame chimica』）
- 2006年
  - ファウスト・ブリッツィ（『Notte prima degli esami』）
  - ヴィットリオ・モローニ（『Tu devi essere il lupo』）
  - フランチェスコ・ムンズィ（『Saimir』）
  - ファウスト・パラヴィディーノ（『Texas』）
  - ステファノ・パゼット（『Tartarughe sul dorso』）

- 2007年
  - キム・ロッシ・スチュアート（『気ままに生きて』）
  - アレッサンドロ・アンジェリーニ（『潮風に吹かれて』）
  - フランチェスコ・アマート（『Ma che ci faccio qui』）
  - ジャンバッティスタ・アヴェッリーノ、フィカッラ＆ピコーネ（『Il 7 e l'8』）
  - ダヴィデ・マレンゴ（『あのバスを止めろ』）

- 2008年
  - アンドレア・モライヨーリ（『湖のほとりで』）
  - ファブリツィオ・ベンティヴォリオ（『よせよせ、ジョニー』）
  - ジョルジョ・ディリッティ（『Il vento fa il suo giro』）
  - マルコ・マルターニ（『Cemento armato』）
  - シルヴィオ・ムッチーノ（『Parlami d'amore』）
- 2009年
  - ジャンニ・ディ・グレゴリオ（『Pranzo di ferragosto』）
  - マルコ・アメンタ（『運命に逆らったシチリアの少女』）
  - ウンベルト・カルテーニ（『Diverso da chi?』）
  - トニー・ディアンジェロ（『Una notte』）
  - マルコ・ポンテコルヴォ（『パ・ラ・ダ』）

### 2010年代
- 2010年
  - ヴァレリオ・ミエーリ（『Dieci inverni』）
  - スザンナ・ニッキャレッリ（『コズモナウタ -宇宙飛行士』）
  - クラウディオ・ノーチェ（『Good Morning Aman』）
  - マルコ・キアリーニ（『L'uomo fiammifero』）
  - ジュゼッペ・カポトンディ（『時の重なる女』）
- 2011年
  - ロッコ・パパレオ（『Basilicata coast to coast』）
  - アウレリアーノ・アマデイ（『イラクの煙』）
  - エドアルド・レオ（『18 anni dopo』）
  - パオラ・ランディ（『楽園の中へ』）
  - マッシミリアーノ・ブルーノ（『Nessuno mi può giudicare』）
- 2012年
  - フランチェスコ・ブルーニ（『ブルーノのしあわせガイド』）
  - ステファノ・ソリマ（『バスターズ』）
  - アリーチェ・ロルヴァケル（『天空のからだ』）
  - アンドレア・セグレ（『ある海辺の詩人　小さなヴェニスで』）
  - グイド・ロンバルディ（『Là-bas - Educazione criminale』）
- 2013年
  - レオナルド・ディ・コスタンツォ（『日常のはざま』）
  - ジョルジア・ファリーナ（『Amiche da morire』）
  - アレッサンドロ・ガスマン（『Razzabastarda』）
  - ルイジ・ロ・カーショ（『La città ideale』）
  - ラウラ・モランテ（『Ciliegine』）
- 2014年
  - ピエルフランチェスコ・ディリベルト （『マフィアは夏にしか殺らない』）
  - ヴァレリア・ゴリーノ（『ミエーレ』）
  - ファビオ・グラッサドニア、アントニオ・ピアッツァ（『狼は暗闇の天使』）
  - マッテオ・オレオット（『Zoran, il mio nipote scemo』）
  - シドニー・シビリア（『いつだってやめられる　7人の危ない教授たち』）
- 2015年
  - エドアルド・ファルコーネ（『神様の思し召し』）
  - アンドレア・ユブリン（『Banana』）
  - ランベルト・サンフェリーチェ（『スイミング・プールの少女』）
  - エレオノーラ・ダンコ（『N-Capace』）
  - ラウラ・ビスプリ（『処女の誓い』）
- 2016年
  - ガブリエーレ・マイネッティ（『皆はこう呼んだ、鋼鉄ジーグ』）
  - カルロ・ラヴァーニャ（『Arianna』）
  - アドリアーノ・ヴァレリオ（『Banat (Il viaggio)』）
  - ピエロ・メッシーナ（『待つ女たち』）
  - フランチェスコ・ミッチケ、ファビオ・ボニファッチ（『Loro chi？』）
  - アルベルト・カヴィーリャ（『Pecore in erba』）
- 2017年
  - マルコ・ダニエリ（『ジュリアの世界』）
  - ファビオ・グアリョーネ、ファビオ・レジナーロ（『ALONE/アローン』）
  - ミケーレ・ヴァンヌッチ（『Il più grande sogno』）
  - マルコ・セガート（『La pelle dell'orso』）
  - ロレンツォ・コルヴィーノ（『WAX: We Are the X』）
- 2018年
  - ドナート・カッリージ（『霧の中の少女』）
  - コジモ・ゴメス（『Brutti e cattivi』）
  - ロベルト・デ・パオリス（『純粋な心』）
  - アンドレア・マニャーニ（『Easy - Un viaggio facile facile』）
  - アンドレア・デ・シーカ（『I figli della notte』）
- 2019年
  - アレッシオ・クレモニーニ（『Sulla mia pelle』）
  - ルカ・ファッキーニ（『Fabrizio De André - Principe libero』）
  - シモーネ・スパーダ（『Hotel Gagarin』）
  - ファビオ＆ダミアーノ・ディンノチェンツォ（『La terra dell'abbastanza』）
  - ヴァレリオ・マスタンドレア（『彼女は笑う』）

### 2020年代
- 2020年
  - パイム・ブイヤン（『Bangla』）
  - イゴール（『ヒットマン：レジェンド　憎しみの銃弾』）
  - レオナルド・ダゴスティーニ（『Il campione』）
  - マルコ・ダモーレ（『L'immortale』）
  - カルロ・シローニ（『ソーレ－太陽－』）
- 2021年
  - ピエトロ・カステッリット（『略奪者たち』）
  - ジネヴラ・エルカン（『もしも叶うなら』）
  - マウロ・マンチーニ（『憎むなかれ』）
  - アリーチェ・フィリッピ（『Sul più bello』）
  - ルカ・メディチ（『Tolo Tolo』）
- 2022年
  - ラウラ・サマーニ（『小さなからだ』）
  - ジャンルーカ・ヨーディチェ（『Il cattivo poeta』）
  - マウラ・デルペロ（『Maternal』）
  - アレッシオ・リーゴ・デ・リーギ、マッテオ・ゾッピス（『Re Granchio』）
  - フランチェスコ・コスタービレ（『Una femmina』）
- 2023年
  - ジュリア・スタイガーウォルト（『Settembre』）
  - カロリーナ・カヴァッリ（『Amanda』）
  - ジャスミン・トリンカ（『Marcel!』）
  - ニッコロ・ファルセッティ（『Margini』）
  - ヴィンチェンツォ・ピッロッタ（『Spaccaossa』）
- 2024年
  - パオラ・コルテッレージ（『まだ明日がある』）
  - ジャコモ・アッブルッツェーゼ（『Disco Boy』）
  - ミカエラ・ラマッツォッティ（『Felicità』）
  - ミケーレ・リオンディーノ（『Palazzina Laf』）
  - ジュゼッペ・フィオレッロ（『シチリア・サマー』）